# Лі Кормі
Лі Кормі (англ. Lee Cormie; нар. 8 лютого 1992, Мельбурн, Австралія) — австралійський актор, відомий за ролями у стрічках «Скажи їм, що Люцифер був тут», «Спадає темрява», «Грудневі хлопчики».

## Фільмографія
| Рік       |     | Українська назва             | Оригінальна назва                            | Роль               |
| --------- | --- | ---------------------------- | -------------------------------------------- | ------------------ |
| 2019      | ф   | Вниз по річці                | Downriver                                    | Трев               |
| 2018      | с   | Пікнік біля Навислої скелі   | Picnic at Hanging Rock                       | Вілкінс, констебль |
| 2017      | с   | Воїни                        | The Warriors                                 | Даррен             |
| 2011      | кф  | Синій колір                  | The Colour Blue                              | Піт Кук            |
| 2010      | док | Велика війна Чарльза Біна    | Charles Bean's Great War                     | Норман Неш         |
| 2010      | ф   | Скажи їм, що Люцифер був тут | Underbelly Files: Tell Them Lucifer was Here | Джозеф Дебс        |
| 2007      | ф   | Грудневі хлопчики            | December Boys                                | Місті              |
| 2005      | с   | Команда Голлі                | Holly's Heroes                               | хлопчик            |
| 2004      | мс  | Ферґус Макфайл               | Fergus McPhail                               | Тім                |
| 2003      | с   | Спадає темрява               | Darkness Falls                               | Майкл Ґрін         |
| 2002—2003 | с   | Найгірші найкращі друзі      | Worst Best Friends                           | Ґілберт            |
| 2001      | с   | Блакитний гілер              | Blue Heelers                                 | Майкл Кеннеді      |